# بي جاي رودس
بي جاي رودس (بالإنجليزية: P. J. Rhodes)‏ هو عالم آثار ومؤرخ وأستاذ جامعي بريطاني، ولد في 10 أغسطس 1940.